# 585 Bilkis
585 Bilkis
585 Bilkis là một tiểu hành tinh ở vành đai chính. Nó được A. Kopff phát hiện ngày 16.2.1906 ở Heidelberg và được đặt theo tên Bilqis, Balqis hoặc Balkis, tên tiếng Quranic của nữ hoàng Sheba trong Thánh Kinh